# Peribea (mare de Tideu)
Peribea (en grec antic Περίβοια, Periboia), va ser, segons la mitologia grega, la filla d'Hipònous, rei d'Olenus i esposa d'Eneu, i per tant, mare de Tideu. Sobre el matrimoni de Peribea i Eneu hi ha diverses tradicions. Es deia, per una banda, que Eneu havia aconseguit Peribea com a part del botí de guerra després del saqueig d'Olenus. Per altra banda, Peribea hauria seduït el fill d'Amarinceu, Hipòstrat, i que el seu pare hauria enviat Eneu a matar-la. En lloc de fer-ho, Eneu s'havia casat amb ella. Una altra versió explicava que el seductor de la jove havia estat el mateix Eneu, i que Hipònous l'havia obligat a casar-se amb ella.